# 마쓰이 하루키
마쓰이 하루키(일본어: 松井 治輝, 2002년 4월 12일~)는 일본의 축구 선수이다.

## 구단 경력
그는 2021년 J3리그의 FC 이마바리에 입단했다. 2023년 9월 일본 풋볼 리그의 FC 마루야스 오카자키로 이적했다. 2025년 일본 지역 리그의 후쿠야마 시티 FC로 이적했다.